# Трактат о должностях
Трактат о должностях (Псевдо-Кодина) — византийский источник XIV века, ошибочно приписанный куропалату Георгию Кодину (Псевдо-Кодин). Написан либо во время правления Иоанна VI Кантакузина, либо вскоре после его правления. Этот трактат имеет такое же значение как и «О церемониях» Константина VII Багрянородного и «Клиторологий» Филофея. Первый перевод этого источника вышел во Франции в 1966 году, перевод выполнял Жан Верпо (Jean Verpeaux), он же дал условное название источнику, так как он дошел до нас без него.

## Содержание источника
- 1) О порядке должностей и чинов
- 2) О костюме каждого из чиновников и должностных лиц
- 3) О службе каждого из чиновников
- 4) О церемониях господских праздников и обычаи соблюдаемые на них, в которых также дается описание службы мега доместика
- 5) О разнообразии других праздников, которые посещает император, если он находится в Константинополе
- 6) О службе мега доместика в армии
- 7) О коронации императора
- 8) О продвижении по службе деспота
- 9) О продвижении по службе севастократора и кесаря
- 10) О продвижении по службе патриарха и архиепископа
- 11) Об утреннем костюме императора
- 12) О венчании императора[3]

## Табель о рангах XIV века
Основные должностные лица при василевсе в поздневизантийский период с указанием их порядкового номера в иерархии:

### Высший разряд
1. Деспот; 2. Севастократор; 3. Кесарь;

### Первый разряд

#### Группа I
4. Великий доместик; 5. Паниперсеваст; 6. Протовестиарий; 7. Великий дука; 8. Протостратор; 9. Великий логофет; 10. Великий стратопедарх;

#### Группа II
11. Великий примикирий; 12. Великий коноставл; 13. Протосеваст; 14. Пинкерт; 15. Куропалат; 16. Паракимомен печати; 17. Паракимомен покоев;

#### Группа III
18. Логофет геникона; 19. Протовестиарит; 20. Доместик трапезы; 21. Эпи тис трапезис; 22. Великий папия; 23. Эпарх; 24. Великий друнгарий стражи; 25. Великий этериарх; 26. Великий хартулярий; 27. Логофет дрома; 28. Протасикрит; 29. Эпи ту страту; 30. Мистик; 31. Доместик схол; 32. Великий друнгарий флота; 33. Примикирий двора;

#### Группа IV
34. Протоспафарий; 35. Великий архонт; 36. Татас двора; 37. Великий заусий; 38. Претор народа; 39. Логофет частных имуществ; 40. Великий логориаст; 41. Протокиниг;
42. Скутерий; 43. Амиралий; 44. Эпи тон деисеон; 45. Квестор; 46. Великий аднумиаст; 47. Логофет стратиотиков; 48. Протоиеракарий; 49. Логофет тон агелон;

### Второй разряд
50. Великий диерминевт; 51. Аколуф; 52. Великий диикит; 53. Судья ту фоссату; 54. Архонт ту аллагиу; 55. Проталлагатор; 56. Орфанотроф; 57. Протонотарий; 58. Эпи тон анамнисеон; 59. Доместик городских стен; 60. Прокафимен опочивальни; 61. Прокафимен вестиария; 62. Вестиарию; 63. Этериарх; 64. Логариаст двора; 65. Стратопедарх тон монокабаллон; 66. Стратопедарх тон занграторон; 67. Стратопедарх тон муртатон; 68. Стратопедарх тон законон; 69. Прокафимен больших дворцов; 70. Прокафимен Влахернского дворца; 71. Доместик фем; 72. Доместик западных фем; 73. Доместик восточных фем; 74. Великий миртаит; 75. Протокомит; 76. Друнгарий; 77. Севаст; 78. Миртаит; 79. Прокафимен городов; 80. Папия.